# Autopista de la costa de Tunísia

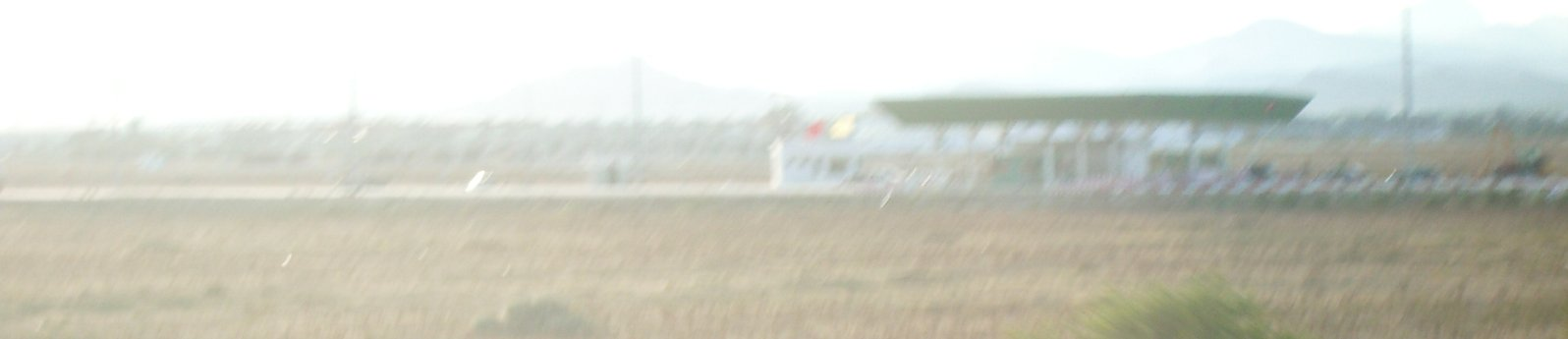
Autopista

L'autopista de la costa de Tunísia, o Autopista A1, uneix Tunis amb Sfax. El 2007 només arribava fins al Sahel.
La primera secció oberta fou Tunis-Hammamet el 1986. El 1990 es va reprendre l'obra vers el sud i el 24 de juliol de 1993 es va posar en servei el tram d'Enfidha fins a Msaken (57 km); el tram Hammamet-Enfidha es va completar més tard. Les obres del tram Msaken-Sfax (98 km) haurien d'acabar el 2007. En un futur està previst l'arribada a la frontera amb Líbia.
De moment s'estan fent les obres d'enllaç a l'entorn de Mahdia-El Djem vers Sfax (37 km) i la variant de Sfax (6 km) amb cinc llocs de sortida, que està previst acabar el 2008. El tram fins a Gabès i després fins a la frontera encara estan en estudi.
El llocs de sortida o pagament són:
- 1.	Fouchana
- 2.	El Fahs
- 3.	Hammam Lif
- 4.	Mornag
- 5.	Grombalia
- 6.	Turki
- 7.	Hammamet-Nord
- 8.	Hammamet
- 9.	Bouficha
- 10.	Enfidha
- 11.	Hergla
- 12.	Sidi Bou Ali
- 13.	Kalaa Kebira
- 14.	Sousse